# 1995 en Lorraine
Chronologie de la Lorraine
- 1991
- 1992
- 1993
- 1994
- 1995
- 1996
- 1997
- 1998
- 1999

Cette page est une liste d'événements qui se sont produits durant l'année 1995 et qui concernent la Lorraine.

## Événements

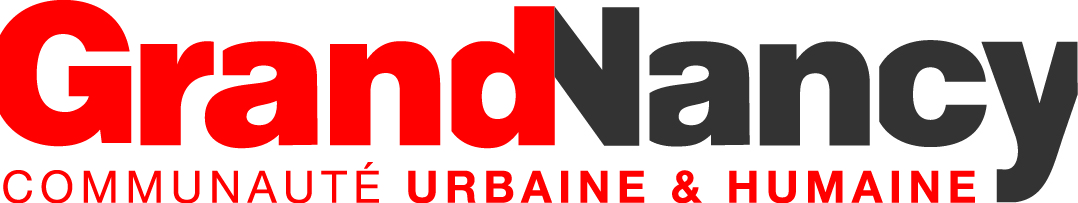
Logo du Grand Nancy.

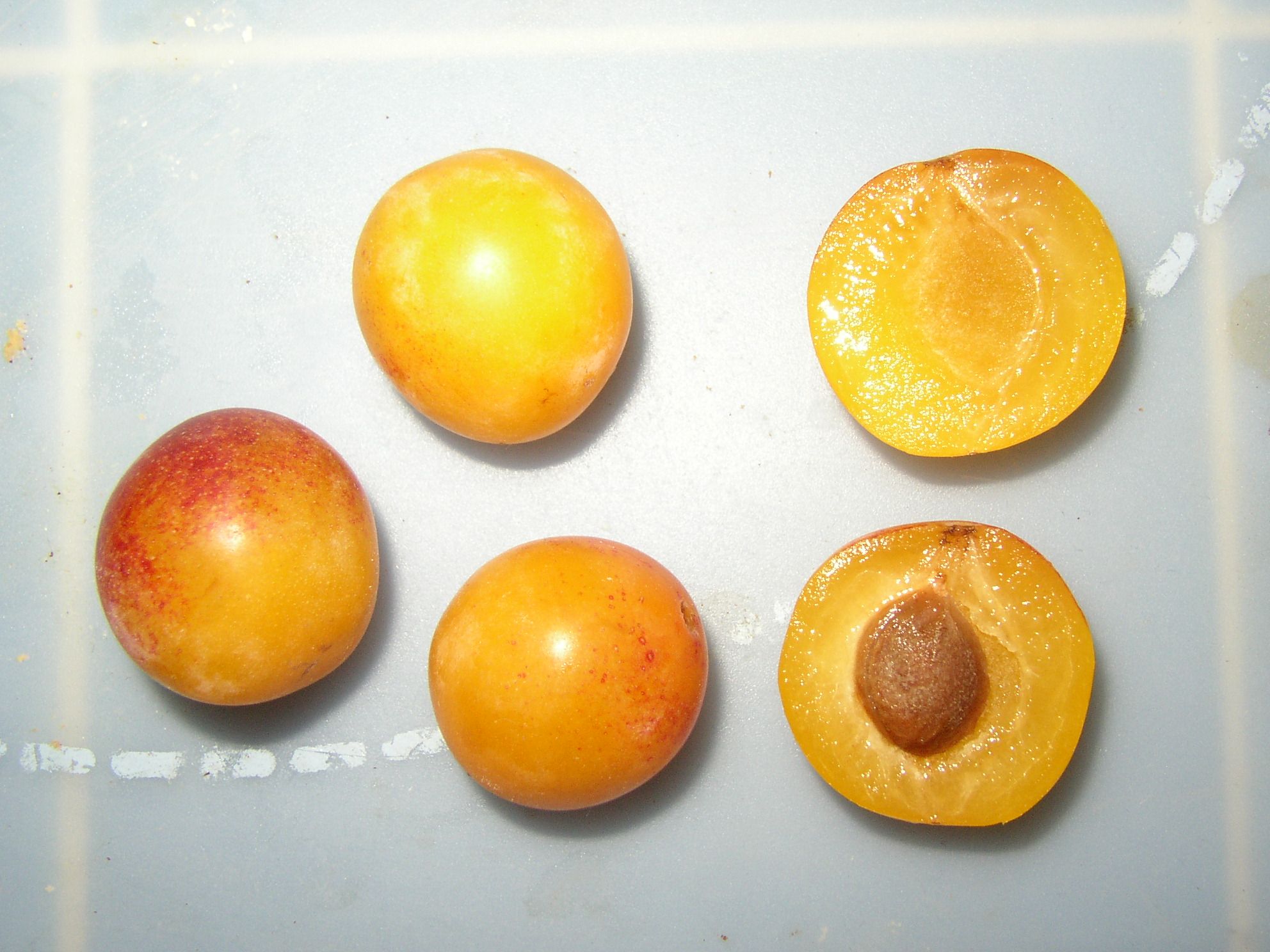
Mirabelles, entières, et coupée. Leur peau brillante devient visible une fois les fruits débarrassés de leur pellicule de pruine.

- La mirabelle de Lorraine est le premier fruit à recevoir l’Indication géographique protégée (IGP)[1] qui garantit son origine et sa spécificité.
- Fermeture de la Mine Ferdinand à Tressange [2]
- Création de la CUGN, Communauté Urbaine du Grand Nancy, unique Communauté Urbaine de Lorraine.
- Sortie de Une femme française, film français réalisé par Régis Wargnier, partiellement tourné en Meurthe-et-Moselle. Il est basé sur la vie de sa propre mère.
- L'ASPTT Metz remporte le titre national de handball féminin.
- Début des travaux de l'école Nationale Supérieure des Arts et Métiers - Centre Franco-Allemand de Metz[3].

- janvier : création de la radio Lor'FM, fondée par Richard Szalek et Patrick Brevi, avec une trentaine de bénévoles. C'est une association loi de 1901. Elle a commencé son activité sur les ondes le 28 septembre 1995 en catégorie A. À cette époque une seule fréquence, celle de Briey (97.2 FM).
- 26 janvier : à Toul, une grue s'effondre sur une école faisant 6 morts et deux blessés graves[4].
- 6 mars : Collège Jacques Callot de Vandœuvre-lès-Nancy; une élève est étranglée par une camarade dans les toilettes[4].
- 13 au 14 mai : Hugues Delage et Gilles Mondésir remportent le Rallye de Lorraine sur une BMW M3[5].
- Août 1995 : Stéphanie Mosser est élue reine de la mirabelle[6].
- 6, 7 et 8 octobre : Festival international de géographie, à Saint-Dié-des-Vosges, sur le thème : Risques naturels, risques de société.
- Décembre 1995 : violences au siège des HBL lors des dernières grandes grèves du secteur[4].
- 12 et 16 décembre : 40.000 puis 8.000 lorrains manifestent contre le Plan Juppé[4] sur les retraites et la Sécurité sociale propose de généraliser aux fonctionnaires et aux entreprises publiques (RATP, SNCF et EDF) les mesures imposées aux salariés du secteur privé par la réforme Balladur des retraites de 1993.

## Inscriptions ou classements aux titre des monuments historiques

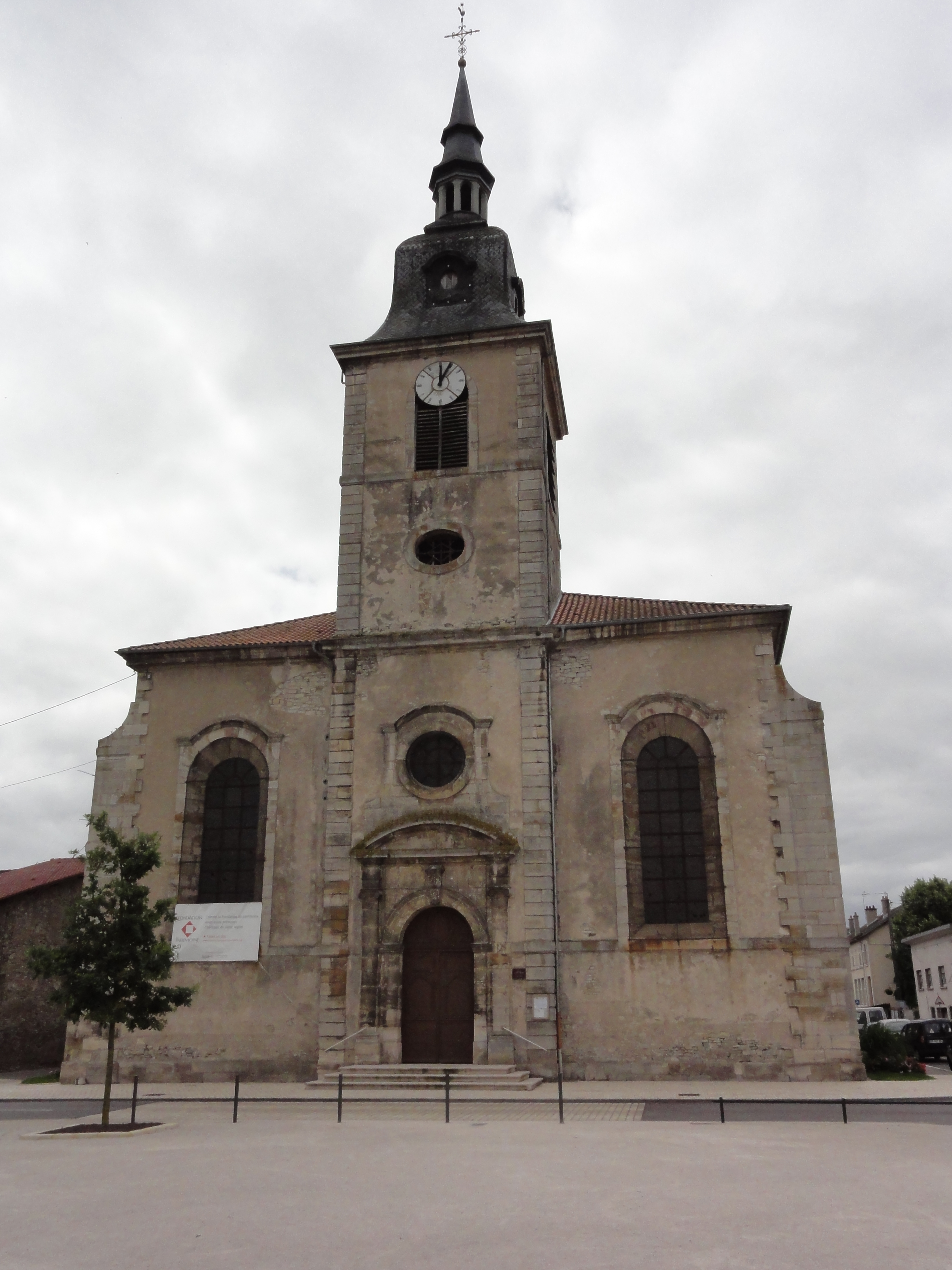
Église Saint-Pierre de Rosières-aux-Salines

- En Meurthe-et-Moselle : Église Saint-Pierre de Rosières-aux-Salines[7], Bastion d'Haussonville à Nancy[8]; Maison Bouret à Nancy[9]; Commanderie templière de Libdeau à Toul[10]
- En Meuse : Château de Ville-sur-Saulx[11], * Prieuré de Breuil à Commercy[12], Église Saint-Martin de Sorcy-Saint-Martin[13], Abbaye de Jovilliers[14], Château de Thillombois[15], Château de Ville-sur-Saulx[16], Prieuré de Breuil à Commercy[12].
- En Moselle : Écomusée des mines de fer de Lorraine[17], Château de Preisch[18], Site archéologique de Bliesbruck[19], Site archéologique du Mont-Saint-Germain[20]
- Dans les Vosges : Maison Masson-Wald[21], Hautes-Mynes du Thillot[22], Église Saint-Amé de Plombières-les-Bains[23], Église Sainte-Catherine de Provenchères-sur-Fave[24], Fontaine des Quatre Lions[25], Hautes-Mynes du Thillot[26], Église Saint-Martin de Vouxey[27], Église Saint-Martin de Vrécourt[28]

## Naissances

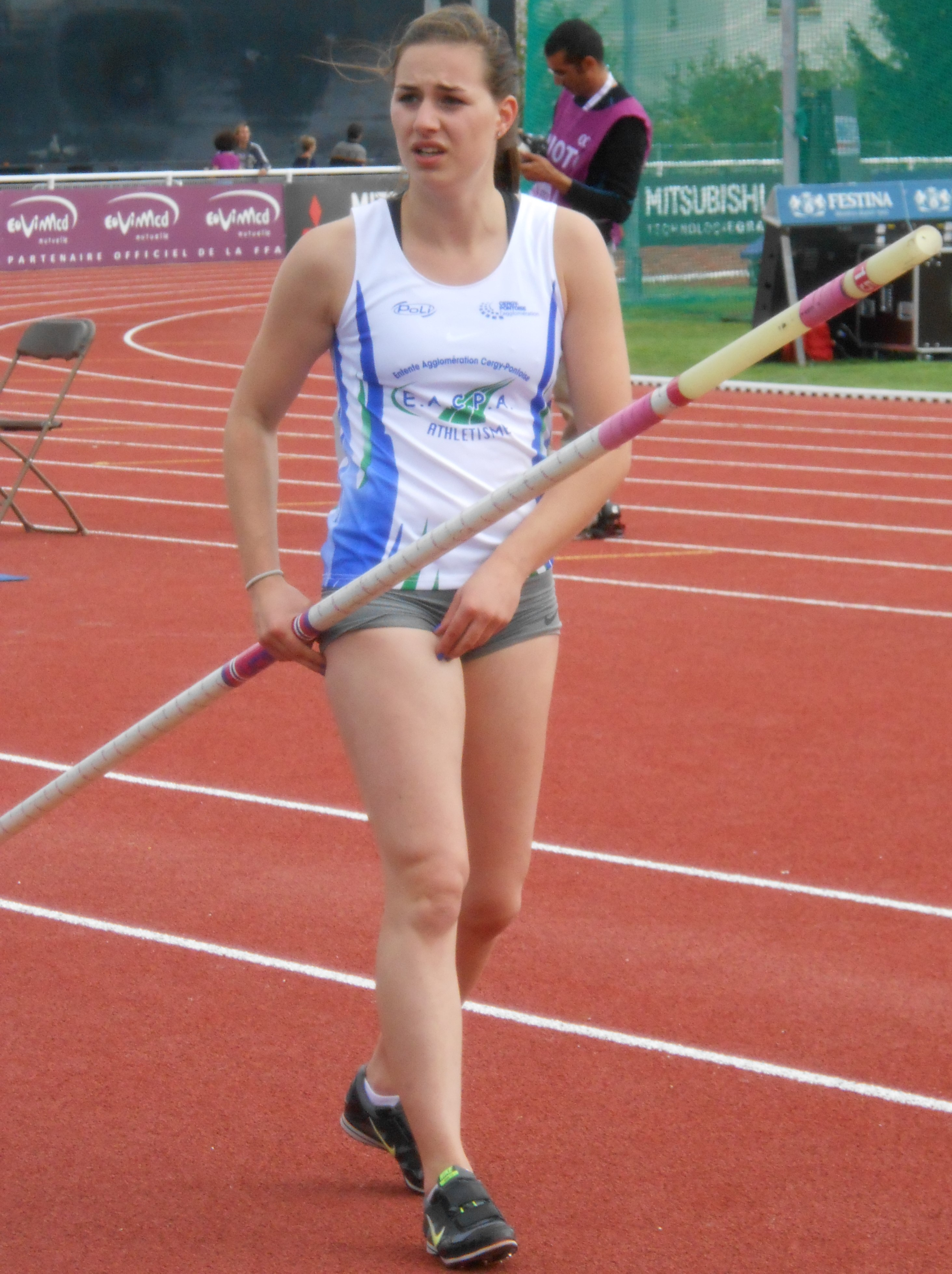
Ninon Guillon-Romarin

- 12 janvier à Metz : Alexandre Karolak, joueur français de basket-ball. Il joue au poste d'arrière.
- 29 mars à Nancy : Thibaut Hacot, rameur français.
- 12 avril à Mont-Saint-Martin : Tristan Labouteley, joueur français de rugby à XV qui joue au poste de deuxième ligne.
- 15 avril à Metz : Ninon Guillon-Romarin, athlète française, spécialiste du saut à la perche, détentrice du record de France avec 4,72 m.
- 23 avril à Sarreguemines : Assia Touati, nageuse française.
- 26 avril à Essey-lès-Nancy : Rémi Walter, footballeur français. Il joue au poste de milieu relayeur au Sporting de Kansas City en MLS.
- 6 juin à Sarrebourg : Augustin Bey, athlète français, spécialiste du saut en longueur.
- 11 juin à Essey-lès-Nancy : Alexandra Atamaniuk. Elle joue au poste de milieu de terrain au Stade Brestois 29 en Division 2.
- 15 juin à Remiremont : Antoine Gérard, skieur français spécialiste du combiné nordique.
- 3 juillet à Forbach : Loris Frasca, gymnaste français.
- 31 août à Nancy : Magda Wiet-Hénin, taekwondoïste française.

## Décès
- 17 juillet à Briey (Meurthe-et-Moselle) : Lionel Billas, né le 3 février 1929 à Commercy, athlète français.
- 20 août à Dieuze : René Peltre, né le 5 novembre 1908 à Dieuze (Moselle), homme politique français.